# Bivak Marzotto-Sacchi
Bivak Marzotto-Sacchi je bivakovací přístřešek sekce Schio Italského alpského klubu (CAI) v severní části obce Valli del Pasubio v provincii Vicenza. Bivak se nachází ve východní části Pasubia u takzvané Porte di Pasubio (německy Tore des Pasubio) na horním okraji údolí Val Canale ve výšce 1940 m n. m. nedaleko od horské chaty Rifugio Achille Papa.

## Historie
Bivak byl postaven v roce 1964 jako zimní útočiště u Rifugio Achille Papa   a byl pojmenován po Giuseppe Marzottovi, který zemřel na následky nemoci ve věku 20 let, a Francovi Sacchim, kterému se stal osudným pád v horské skupině Tofana.

## Popis
Tento nevytápěný bivakový přístřešek, který se nachází přímo nad Rifugio Achille Papa, je otevřen během jeho uzavření v zimní sezóně a nabízí sedm míst na spaní ve dvou úrovních a stůl.

## Přístup
Běžná trasa vede z Passo Pian delle Fugazze, 1162 m po Strada degli Eroi a trvá 2,5 hodiny. Varianta přes hřeben vyžaduje o půl hodiny delší chůzi.

## Trasy
- Corno di Pasubio, 2141 m
- Soglio dell'Incudine
- Cimon del Soglio Rosso
- Monte Forni Alti

## Přechody
- Rifugio Vincenzo Lancia (1825 m n. m.) po cestě č. 120, 2.30 h.
- Rifugio Vincenzo Lancia po cestě 105, 2.40 h.
- Passo della Borcola po stezce 120, 121 a 147, cca 3,5 h.